# Jüdischer Friedhof (Kelz)

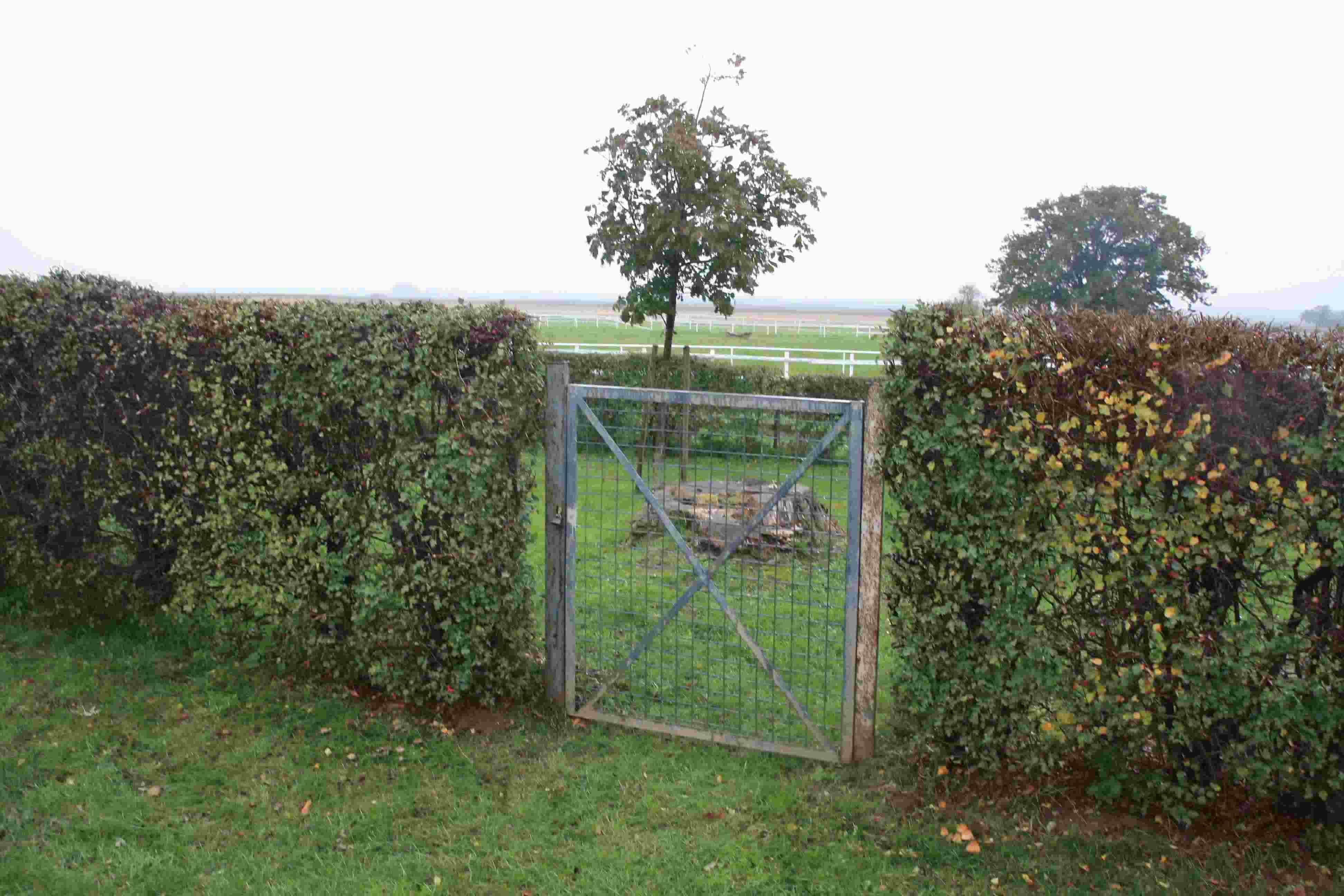
Eingang zum Friedhof

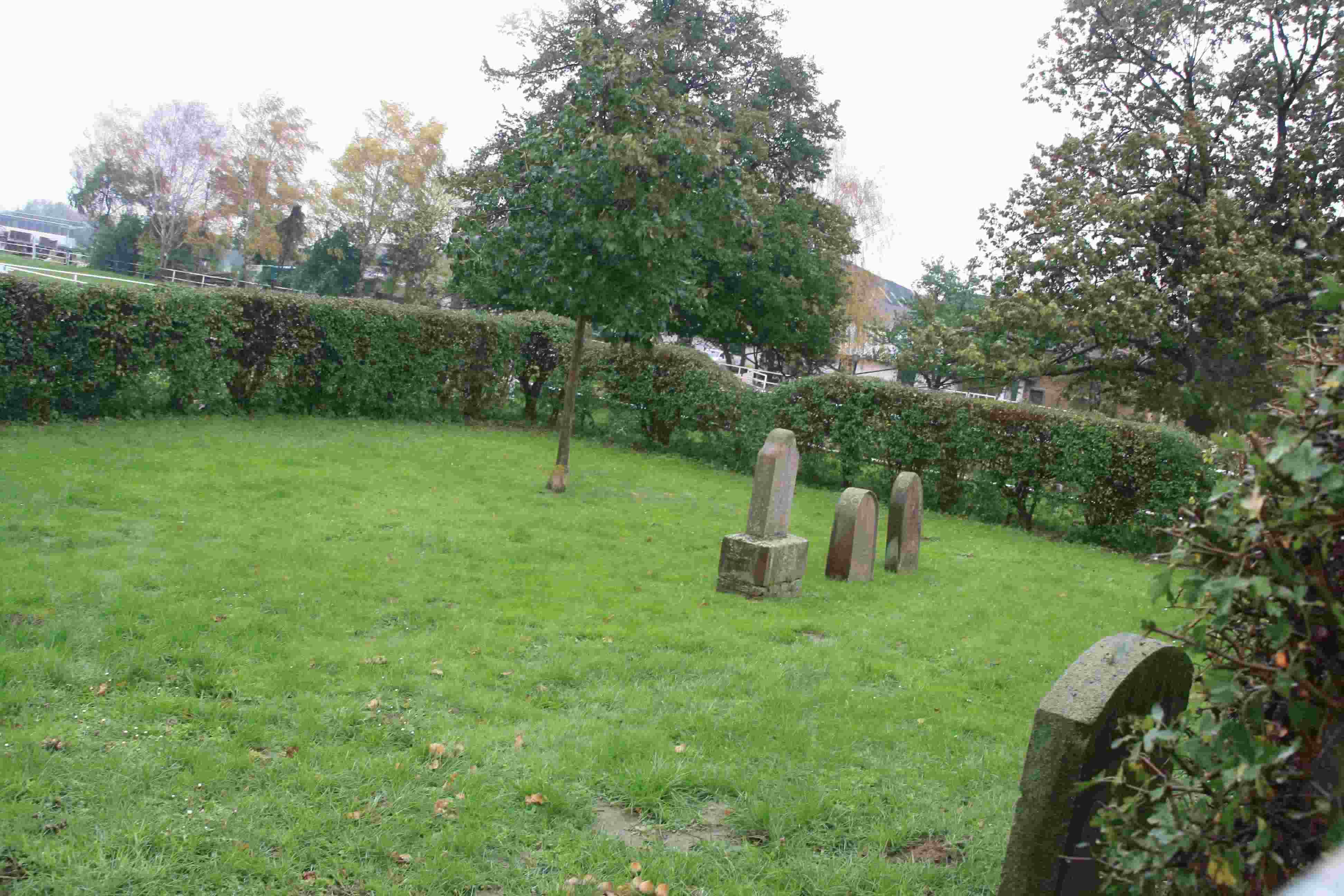
Grabsteine

Der Jüdische Friedhof befindet sich in der Michaelstraße am nördlichen Ortseingang von Kelz, einem Ortsteil von Vettweiß im Kreis Düren (Nordrhein-Westfalen). Er liegt direkt an der Landesstraße 264. Der jüdische Friedhof ist ein geschütztes Baudenkmal.
Es ist nicht mehr nachvollziehbar, in welchem Zeitraum der Friedhof belegt wurde. Der älteste der noch vorhandenen sieben Grabsteine (Mazewot) datiert von 1873. Der Friedhof ist von einer Hecke mit einem Tor umschlossen. Die Grabsteine stehen rechts vom Eingang in zwei Reihen auf einer Rasenfläche. Von einem Grab ist nur noch der Sockel erhalten.